# Kärrtäckvävare
Kärrtäckvävare (Taranucnus setosus) är en spindelart som först beskrevs av O. Pickard-Cambridge 1863.  Kärrtäckvävare ingår i släktet Taranucnus och familjen täckvävarspindlar. Arten är reproducerande i Sverige. Inga underarter finns listade i Catalogue of Life.